# Underworld: Evolution
Underworld: Evolution ist ein amerikanischer Action-/Horrorfilm aus dem Jahr 2006 und die Fortsetzung von Len Wisemans Regieerstlingswerk Underworld aus dem Jahr 2003. Hauptdarsteller sind Kate Beckinsale und Scott Speedman.

## Handlung
Die blutsaugende „Todeshändlerin“ Selene und ihr Gefährte, der Werwolf-Vampir-Hybride Michael Corvin, befinden sich seit den Geschehnissen in der Unterwelt von Budapest, als sich Selene von ihrem Clan lossagte und dessen Anführer Viktor tötete, auf der Flucht vor Marcus, dem mächtigsten Vampirfürsten. Der Urvater aller Vampire wurde eher zufällig erweckt, als das Blut eines lykanischen Handlangers in sein Grab tropfte. Michael lernt auf seiner Flucht zunehmend mehr über seine neue Existenz und die damit verbundenen Kräfte; er nimmt es sogar mit Marcus auf, als dieser sie aufspürt, und entkommt durch Selenes Hilfe. Gerade noch rechtzeitig kann Michael einen sicheren Unterschlupf finden, denn das Licht der aufgehenden Sonne droht Selene zu töten; in ihrem Versteck finden die beiden Gejagten Zeit für eine romantische „Nacht“.
Vom im Exil lebenden Vampirchronisten Tanis erfahren sie wenig später, dass Marcus’ Bruder William, der Stammvater der Werwölfe, von Viktor seit Jahrhunderten gefangen gehalten worden ist und dass Marcus ihn nun befreien will, auf dass beide über eine neue Generation von Hybriden herrschen. Dazu braucht er jedoch zwei Teile eines mechanischen Schlüssels, die sich mittlerweile im Besitz von Selene und Alexander Corvinus befinden – und den Aufenthaltsort des Sarkophags, in den William gesperrt wurde.
Selene und Michael kontaktieren Alexander Corvinus, den ersten Unsterblichen und Vater von Marcus, Williams und Michaels menschlichem Ahnen. Er erzählt ihnen die Geschichte seiner Familie, wie seine Söhne zu mordenden Bestien wurden und wie er endlose Jahrhunderte als Kopf einer geheimen Organisation damit verbrachte, den von ihnen angerichteten Schaden in Grenzen zu halten. Dann werden sie von Marcus unterbrochen, der Selene und Michael angreift. Im Folgenden wird Corvinus schwer verwundet und Michael scheinbar getötet. Marcus kostet von Selenes Blut und erfährt durch die damit übertragenen Erinnerungen, wo sich Williams Gefängnis befindet; Selene ist die Einzige, die den Ort kennt, denn ihr ermordeter Vater war dessen Erbauer. Sie erhält nach Marcus’ Verschwinden vom sterbenden Corvinus dessen Blut, das ihre Kräfte und ihr Wissen vergrößert.
Nachdem Marcus durch den Angriff an den Schlüssel gelangt ist und die Position des Gefängnisses kennt, befreit er seinen Bruder William. Mit Hilfe von Corvinus’ treuem Einsatztrupp versucht Selene, die beiden zu töten. William gelingt es, das Team zu besiegen, und dessen Mitglieder verwandeln sich in blutrünstige Werwölfe. Während Selene nun einen aussichtslosen Kampf gegen Marcus, William und eine ganze Horde von Werwölfen führt, kommt der totgeglaubte Michael ihr zu Hilfe. Gemeinsam besiegen sie ihre Gegner: Selene stößt Marcus in den Rotor eines Hubschraubers und Michael reißt William den Unterkiefer heraus.
Durch die eingestürzte Decke des Gefängnisses fällt kurz darauf das erste Sonnenlicht auf Selene hinab – sie und Michael stellen erstaunt fest, dass es ihr nichts mehr anhaben kann; das Blut von Alexander Corvinus hat sie verändert. So sehen beide in den Sonnenaufgang, und Selene erklärt, dass sie der Zukunft nun optimistischer entgegen sieht.

## Hintergrund

### Produktion
- Die Dreharbeiten dauerten 71 Tage, und während der erste Teil noch in Ungarn gedreht wurde, verlegte man diesmal die Produktion nach Kanada.[3]
- Der Dreh stand im Zeichen der Vermählung von Regisseur Len Wiseman und Hauptdarstellerin Kate Beckinsale; auf dem Stuhl der Schauspielerin stand statt ihres Namens „My Sweetheart“.
- Kate Beckinsales Tochter spielt in diesem Film und auch im dritten Teil die junge Selene.
- In mehreren Rückblicken werden die Beziehungen zwischen den Bösewichten erklärt, und die von Selene im ersten Teil erzählte Geschichte ihrer Vampirwerdung wird dargestellt. Ausführlich wird das im Buch Underworld: Blutfeind geklärt, das die offizielle Vorgeschichte zum Film darstellt und gleichzeitig mit dem deutschen Kinostart in den deutschen Buchläden erschien. Geschrieben wurde das Buch von Greg Cox und es erschien 2006 im Panini Verlag.

### Starttermine und Einspielergebnisse
Underworld: Evolution hatte seinen US-amerikanischen Kinostart am 20. Januar 2006. Das Wochenendeinspielergebnis betrug von Freitag bis Sonntag 26,9 Millionen US-Dollar. Damit platzierte sich dieser Film auf dem ersten Rang der US-amerikanischen Kinostarts an diesem Wochenende.
Der Kinostart in Deutschland fand am 2. März 2006 statt. Der Kinostart in der Schweiz war auch zum 2. März 2006 geplant, wurde aber kurzfristig abgesagt. Nachdem exklusive, einmalige Vorstellungen in jeweils einem Kino in Zürich und Bern am 31. März 2006 binnen kürzester Zeit ausverkauft waren, fand der Kinostart in der Schweiz letztendlich am 20. April 2006 statt.

### Soundtrack
Der gleichnamige Soundtrack zum Film erschien Februar 2006. Komponist war Marco Beltrami.
1. Crawl
2. Ol' Timey Music
3. William Captured
4. Previously…
5. Safehouse 2 Crypt
6. Stay
7. Corvin’s Cruisin' Crypt
8. Morgue Medallion
9. Mike to Tavern
10. Mikey Doesn't Like It
11. Cue de Cilantro
12. Trunkin'
13. Marcus Trumpped
14. Marcus Hits Snooze
15. Beware of Dog
16. Shot Glass
17. Family Values
18. Marcus Taps Tannis
19. Patricide
20. Alexander Can Help

## Kritik
Das Lexikon des internationalen Films urteilte: „Der Versuch einer Verschmelzung zweier Urmythen der Gruselliteratur scheitert an handwerklichem Unvermögen und intellektueller Ignoranz.“
Cinema schrieb: „Akzeptables Gothic-Spektakel, das mit gelungenen Action-Einlagen und überzeugenden Monster-Effekten vom schwülstigen Romantik-Subplot ablenkt.“

## Fortsetzungen
Nachdem Underworld und Underworld: Evolution finanziell erfolgreich gewesen waren, wurde ein als Prequel angelegter dritter Teil produziert. Er geht in der Handlung um mehrere Jahrhunderte zurück und befasst sich mit den Ursprüngen der Fehde zwischen Vampiren und Lykanern sowie der Beziehung zwischen Lucian und Victors Tochter Sonja.

Im Februar 2009 kam der dritte Teil unter dem Namen Underworld – Aufstand der Lykaner in die deutschen Kinos.
Inzwischen ist ein vierter Film produziert worden. Kate Beckinsale nahm dazu ihre Rolle als Selene wieder auf, und Len Wiseman wirkte wieder als Produzent.

Der vierte Film Underworld: Awakening kam am 2. Februar 2012 in die deutschen Kinos. 2016 erschien der fünfte Teil der Reihe, Underworld: Blood Wars.